# Luis Ovilo y Canales
Luis Ovilo y Canales (siglo XIX-1910) fue un jurista y escritor español.

## Biografía
Doctor en Derecho, fue autor de obras de administración y fundador en Madrid en 1889 de la revista Sucesos Contemporáneos. Colaboró en La Ilustración Española. Entre sus obras se encontraron unos Apuntes para la historia de Galicia. Monumentos religiosos de Padrón (1886). Hermano de Felipe Ovilo y Canales, que murió a comienzos de abril de 1909 y a cuyo entierro asistió, falleció en la localidad granadina de Baza en octubre de 1910, el día 18.